# Parafestuca albida
Parafestuca albida är en gräsart som först beskrevs av Richard Thomas. Lowe, och fick sitt nu gällande namn av Evgenii Borisovich Alexeev. Parafestuca albida ingår i släktet Parafestuca och familjen gräs. Inga underarter finns listade i Catalogue of Life.